# 犬童周作
犬童 周作（いんどう しゅうさく、1967年〈昭和42年〉11月10日 - ）は、日本の郵政・総務官僚、政治家。全国郵便局長会相談役。自由民主党所属の参議院議員（1期）。

## 経歴
熊本県人吉市出身。青雲中学校、熊本県立済々黌高等学校を経て、1992年（平成4年）、東京大学法学部を卒業。同年、郵政省に入省。
郵政省、総務省では情報通信行政や郵政行政に携わり、主に情報通信畑を歩んだ。郵政省入省後、電気通信局電気通信事業部データ通信課課長補佐、情報通信政策局放送政策課課長補佐などを経て、2003年（平成15年）、在フランス日本国大使館一等書記官に就任。2006年までフランスに駐在し、帰国後は、総務省郵政行政局総務課課長補佐（統括補佐）を務め、郵政民営化法成立後の郵政行政を担当した。2010年に廃案となった郵政改革法では法案作りに携わった。郵政行政局総務課課長補佐退任後は、情報流通行政局郵政行政部企画課調査官、総務大臣秘書官（事務取扱）、国土交通省道路局路政課道路利用調整室長、内閣官房情報通信技術総合戦略室参事官、情報流通行政局情報流通振興課長、同局郵政行政部郵便課長、同局総務課長を歴任。
2021年（令和3年）7月1日、内閣官房内閣審議官（内閣官房副長官補付）兼内閣官房情報通信技術総合戦略室長代理（副政府CIO）に就任。同年9月1日、デジタル庁統括官付審議官に就任。デジタル庁審議官としてデジタル社会共通機能グループ次長、国民向けサービスグループ次長を務めた。
2023年（令和5年）7月7日、総務省大臣官房サイバーセキュリティ・情報化審議官に就任。2024年（令和6年）3月31日、辞職。同年5月19日、全国郵便局長会（以下、全特）の相談役に就任。同日、全特が名古屋市で開いた総会において柘植芳文参議院議員の後任に犬童を第27回参議院議員通常選挙（以下、2025年参院選）の組織内候補として自由民主党（以下、自民党）から擁立する方針を発表した。全特役員経験者以外の擁立は2016年の第24回参議院議員通常選挙以来で、総務省の官僚経験者を抜擢するのは郵政民営化後初めてのことであった。同年7月25日、自民党が同日開いた選挙対策本部会議において、犬童を2025年参院選の比例区候補として公認することを内定した。
2025年7月20日の投開票の結果、今回の選挙における全比例候補者の中でも2番目に多い得票数となる、党内最多の482,058票を獲得し初当選。

## 年譜
- 1983年（昭和58年）- 青雲中学校卒業[2]
- 1986年（昭和61年）- 熊本県立済々黌高等学校卒業[2]
- 1992年（平成4年）
  - 東京大学法学部卒業[2]
  - 郵政省入省[2]
- 1999年（平成11年）- 郵政省電気通信局電気通信事業部データ通信課課長補佐[2]
- 2001年（平成13年）- 総務省情報通信政策局放送政策課課長補佐[2]
- 2003年（平成15年）- 在フランス日本国大使館一等書記官[2]
- 2006年（平成18年）- 総務省郵政行政局総務課課長補佐（統括補佐）[2]
- 2008年（平成20年）- 総務省情報流通行政局郵政行政部企画課調査官[2]
- 2009年（平成21年）- 総務大臣秘書官（事務取扱）[2]
- 2012年（平成24年）- 国土交通省道路局路政課道路利用調整室長[2]
- 2014年（平成26年）
  - 7月22日 - 総務省大臣官房付[19]
  - 7月22日 - 内閣官房内閣参事官（内閣官房副長官補付）兼内閣官房情報通信技術総合戦略室参事官（併任）[20]
- 2017年（平成29年）
  - 7月11日 - 内閣官房内閣参事官（内閣官房副長官補付）兼内閣官房情報通信技術総合戦略室参事官の併任を解除[21]
  - 7月11日 - 総務省情報流通行政局情報流通振興課長[22]
- 2019年（令和元年）7月5日 - 総務省情報流通行政局郵政行政部郵便課長[23]
- 2020年（令和2年）7月20日 - 総務省情報流通行政局総務課長[24]
- 2021年（令和3年）
  - 7月1日 - 内閣官房内閣審議官（内閣官房副長官補付）兼内閣官房情報通信技術総合戦略室長代理（副政府CIO）[7][8]
  - 9月1日 - デジタル庁統括官付審議官[6]
- 2022年（令和4年）6月28日 - 総務省大臣官房付[25]
- 2023年（令和5年）7月7日 - 総務省大臣官房サイバーセキュリティ・情報化審議官[3][4]
- 2024年（令和6年）
  - 3月31日 - 辞職[5]
  - 5月19日 - 全国郵便局長会相談役[14]
- 2025年（令和7年）7月 - 参議院議員

## 選挙歴
| 当落 | 選挙                     | 執行日         | 年齢 | 選挙区       | 政党       | 得票数     | 得票率 | 定数 | 得票順位 /候補者数 | 政党内比例順位 /政党当選者数 |
| ---- | ------------------------ | -------------- | ---- | ------------ | ---------- | ---------- | ------ | ---- | ------------------ | ---------------------------- |
| 当   | 第27回参議院議員通常選挙 | 2025年07月20日 | 57   | 参議院比例区 | 自由民主党 | 48万2058票 | ーー   | 50   | 3/31               | 3/12                         |